# Georg Friedrich Schröer

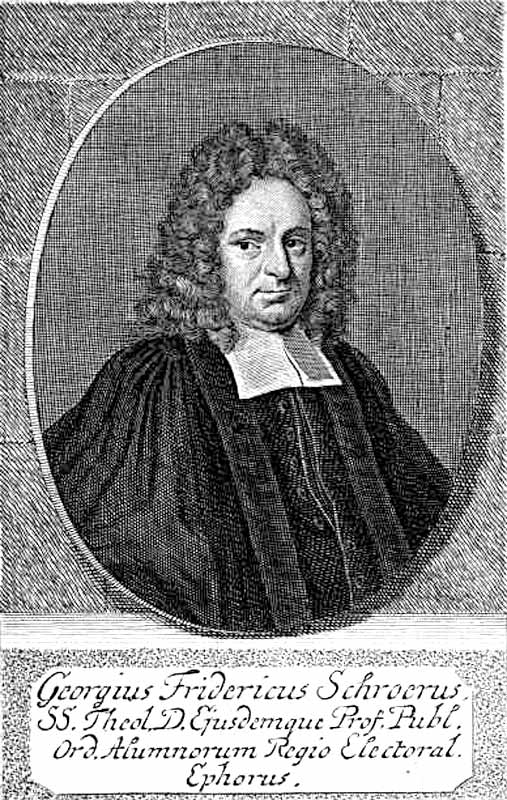
Georg-Friedrich-Schröer

Georg Friedrich Schröer, auch: Schroeer (* 19. März 1663 in Jauer, Herzogtum Schweidnitz-Jauer; † 23. März 1739 in Wittenberg) war ein deutscher lutherischer Theologe.

## Leben
Georg Friedrich Schröer wurde als Sohn des evangelischen Pfarrers Henning Schröer und seiner Frau Anna (geb. Gerber) geboren. Von seinem Vater erhielt er eine gediegene Bildung. In seinem Elternhaus erwarb er erste Einsichten und Erfahrungen, die Charakter und Lebensart herausbildeten und nachhaltig prägten. Nach einem Schulbesuch in Liegnitz, wo er sein Wissen ebenfalls erweitern konnte, immatrikulierte er sich am 19. Mai 1685 an der Universität Wittenberg.
Dort erwarb er bei Christian Röhrensee und Christian Donati, Christian Vater, Georg Kaspar Kirchmaier und anderen, zunächst an der philosophischen Fakultät solch ein Wissen, dass er am 28. April 1687 den akademischen Grad eines Magisters der philosophischen Fakultät erwerben konnte. Am 5. April 1693 wurde er als Adjunkt an der philosophischen Fakultät der Universität aufgenommen und am 17. November 1694 als ordentlicher Professor der Logik und Metaphysik berufen.
In ihm wuchs der Wunsch sich den theologischen Wissenschaften zu widmen. Nachdem er am 4. März 1710 den akademischen Grad eines Lizentiaten erwarb, promovierte er im selben Jahr am 11. März zum Doktor der Theologie. Daraufhin erhielt er eine außerordentliche Professur an der theologischen Fakultät und wurde nach dem Tod von Johann Heinrich Feustking 1712 ordentlicher Professor der Theologie und verwaltete damit die Ephorie der kurfürstlichen Stipendiaten.
Schröer führte gelegentlich das Dekanat der theologischen Fakultät. Er bekleidete im Sommersemester 1704 und in den Wintersemestern 1716, 1722, 1726 und 1738 das Amt des Rektors der Universität Wittenberg. In seiner letzten Amtszeit verstarb er als Rektor der Einrichtung. Am 12. April erfolgte in einem großen Rahmen seine Beisetzung in der Schlosskirche beim Grab von Konrad Samuel Schurzfleisch und seine Leichenrede hielt Johann Wilhelm Hoffmann.
Zeitzeugen schildern ihn als freundlichen und redseligen Menschen, der mit Rat und Tat zur Seite stand. Er trat an der Seite Gottlieb Wernsdorf des Älteren als Vertreter der lutherischen Hochorthodoxie und Verteidiger der lutherischen Lehre auf. Mit seinen Schriften war er in die theologischen Kontroversen eingebunden und erwarb sich dabei Ansehen. Daher behandeln seine Schriften philosophische und theologische Disputationen. Seine umfangreiche Büchersammlung die im Verzeichnis 16 Bögen ausfüllte wurde im März 1740 versteigert.

## Familie
Schröer war in erster Ehe Rahel Elisabeth Behrisch der Tochter des Stadtsyndikus Hieronymus Gottfried Behrisch aus Dresden verheiratet. Aus dieser Ehe stammen die Söhne Georg Friedrich Schröer, der am 13. Oktober 1704 von seinem Vater an der Universität Wittenberg immatrikuliert wurde und der Doktor der Rechte und Advokat in Dresden wurde, und Hieronymus Gottfried Schröer, der ebenfalls am gleichen Tage wie sein Bruder an der Universität Wittenberg immatrikuliert wurde und nach dem Erhalt des philosophischen Magistertitels am 29. April 1724 zum Pastor in Rackith. Nach dem frühen Tod seiner Frau heiratete er 1704 Christiane Sophie eine Tochter von Caspar Löscher. Aus dieser Ehe stammen die Rechtsgelehrten Caspar Friedrich Schröer und Georg Christian Schröer, die Tochter Salome Christina verheiratet mit Johann Laurentius Hennen der Prediger in Neustadt bei Dresden war, sowie die Töchter Friderica Sophia und Johanna Dorothea. Insgesamt soll er fünf Söhne und fünf Töchter gehabt haben, von denen einige Kinder früh gestorben sein sollen.

## Werke

### Dissertationen
- De mente hominum divina 1707
- De anima divina 1708
- De interprete Scripturae S. Contra Masen 1711
- De reprobo, Christi morte redamto 1711
- De fide Fanaticorium justisicante 1712
- De Gratia Dei universali Diss. II. 1713
- De viribus primo peccato amissis, 1714
- De Sapientia hypostatica, a Prov. VIII. 22, 1715
- De λόγφ, idea Dei 1715
- De jure Episcoporum Galliaea Papa ad concilium provocanili 1717
- De Gratia Dei a Quesnellio approbata 1717
- De bonoecclesiae oeconomo, ad I Cor. I, 4. 1717
- De interpretatione Scripturae S. Secundum analogiam fidei, ad Rom. XII, 6. 1718
- De gatia Christi a Quesnellio asserta 1719
- De gatia Adami a Quesnellio asserta 1719
- De jure decidendi controversias theologicas 1719
- Jansenii & Quesnellii de gratia doctrina 1720
- De sententiis Quesnellii circa peccatum originis 1721
- De Subjecto illuminationis gratiosae secundum Scripturae S. Stylum 1722
- De capite ecclesiae contra P. Hannebergium 1724
- De verbo Papae divino, 1725
- De ecclesia errore immuni 1726
- De incarnatione filii Dei 1728
- De Principe Persarum, Gabrieli resistente, ad Dan. X, 13 1729
- De Spiritu Quackeros regencrante contra mwelodium 1730
- Vindiciae Reformationis Lutheri G. Arnoldo & C. Melodio o opositae 1730
- De restitutione omnium a Juda Apostolo negata 1731
- Doctrinae Christiano-Evangelicae Speculum, ordinem Salutis ex purissimis Israelis soncibus deductum 1733
- De Christo lapide in ruinam & resurrectionem multorum posito, ad Luc. II, 34. 1734
- De verbis orthodoxis, quorum seusus est heterodoxus, 1735
- De Theologia occulta 1736
- De Effectu & fine, 1716
- De aeternitate 1701
- De Spiritu 1703
- De immutabilitate Dei, 1701
- De natura divini decreti, 1693
- De omnipotentia 1699
- De permissione Dei 1702
- De natura Dei 1699
- De privatione gratiae divinae 1705

### Programme
- De adoratione angelorum 1720
- De Spiritus S. Processione a filio 1721
- De lege Judaeorum plus quam naturali, 1723
- De Sacramentis, contra P. Chauvin, 1725
- De evangelio contra cundem 1725
- De Christo, contra cundem 1725
- De utilitate Hebraicae literaturae contra osores sacrorum sontium, praesertim Pontisiciorum, qui vulgatam pro authentica habent 1729
- De descensu Christi ad inferos 1733
- De divinitate Christi, contra Fendinum comprobata 1737
- De annunciata ab angelis nativitate Christi

### Deutsche Schriften
- Die aufgegangene Herrlichkeit des Herrn. Leipzig 1710
- Apologia eines vor die Privat=Communium gegebenen Responsi. Danzig 1736